# Avdiivka
Avdiivka (em ucraniano:  Авдіївка, pronunciado [ɐu̯ˈd(j)ijiu̯kɐ]) ou Avdeevka (em russo:  Авдеевка) é uma cidade da Ucrânia, situada no Oblast de Donetsk, Distrito de Pokrovsky.  Tem 29 km² de área e sua população em 2020 foi estimada em 32.436 habitantes.
Avdiivka fica na região industrial de Donbass, nas margens do rio Kamianka , subúrbio da cidade de Donetsk (sob controle da Rússia),  encontra-se a aproximadamente 15 km ao norte desta cidade. 

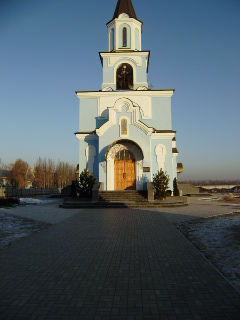
Igreja em Avdiivka antes do conflito

### História
A fundação de Avdiivka ocorreu no ano de 1778, por ordem do governador de Novorossiysk, como uma vila, e o seu nome é oriundo do nome do primeiro colono. O modo de vida dos primeiros colonos Avdiivka era o cultivo agrícola de culturas diversas. No final do século 19, a Ferrovia Catherine foi construída e passava por uma estação ferroviária recém-construída em Avdiivka, estimulando um maior desenvolvimento. Em 1956 recebeu o status de cidade. 

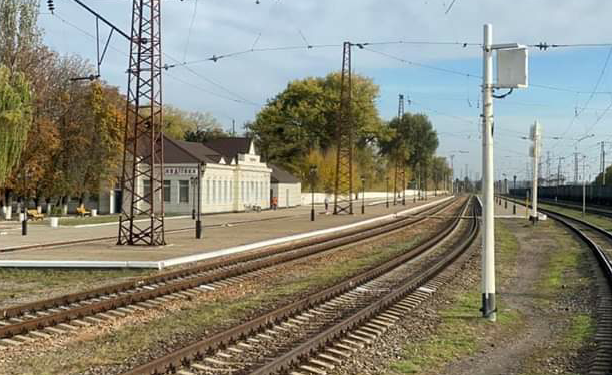
Estação Ferroviária de Avdiivka

### Usina de Coque
Em seu território está umas das maiores plantas de produção de coque da Europa, a fábrica Avdiivka Coke and Chemical, a qual foi construída em 1963 quando a Ucrânia ainda fazia parte da União Soviética. 

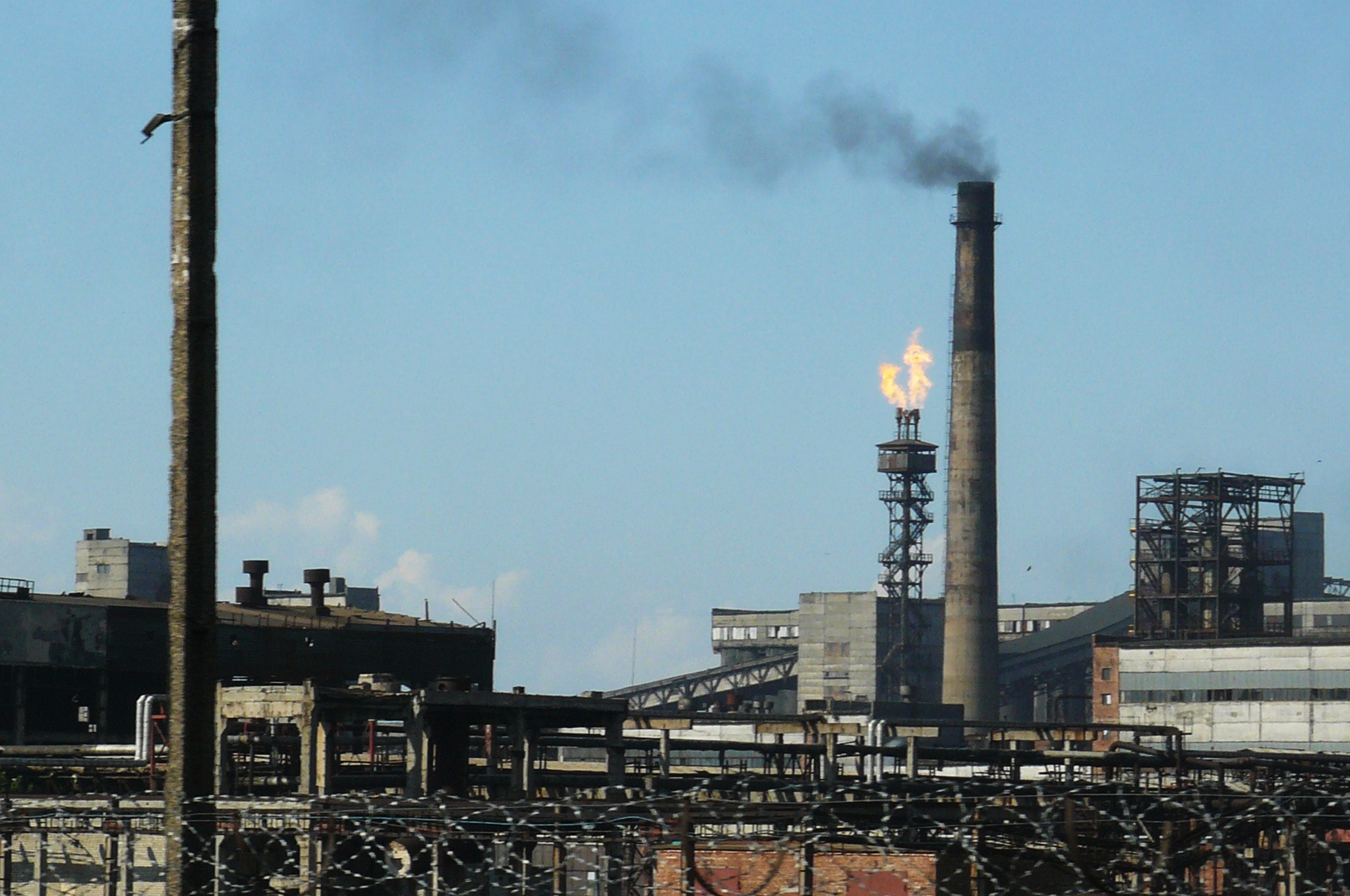
Fábrica Avdiivka Coke and Chemical

Produzia aproximadamente um quarto de todo o coque utilizado pela indústria metalúrgica da Ucrânia, que continua a ser um pilar da economia do país. A coqueria costumava ser um símbolo da economia do leste da Ucrânia, era propriedade do homem mais rico da Ucrânia, Rinat Akhmetov. 
O coque é produzido pelo aquecimento do carvão a altas temperaturas. É um combustível utilizado no processo de produção de aço. Antes do início da guerra no leste da Ucrânia, esta fábrica localizada próxima da linha da frente produzia 12 mil toneladas de coque por dia, no valor de 2,4 milhões de dólares. Abaixo dos escritórios da fábrica existem bunkers da era soviética, construídos para uma possível terceira guerra mundial. 

### Conflito Russo Ucraniano
Em 2014 a cidade foi brevemente ocupada por separatistas apoiados por Moscou, mas foi recapturada no mesmo ano por tropas ucranianas.  Desde então a cidade vinha sendo fortificada pelo exército ucraniano, que ao reforçar as suas defesas transformou-a numa cidade fortaleza. 
Mesmo com o acordo de Minsk II que renovou os protocolos de cessar-fogo entre os separatistas pró-Rússia e os militares ucranianos em Fevereiro de 2015, ambos os lados violaram as suas condições ao não retirarem as armas e continuarem a lutar ao longo da linha de contacto.
Alvo de incessantes ataques russos que se intensificaram desde o começo de 2022, o governador do oblast de Donetsk, Pavlo Kyrylenko, anunciou que a cidade estava quase totalmente destruída em fevereiro de 2023. No mês seguinte, autoridades ucranianas estimaram que somente por volta de 2.000 habitantes continuavam a morar em Avdiivka.

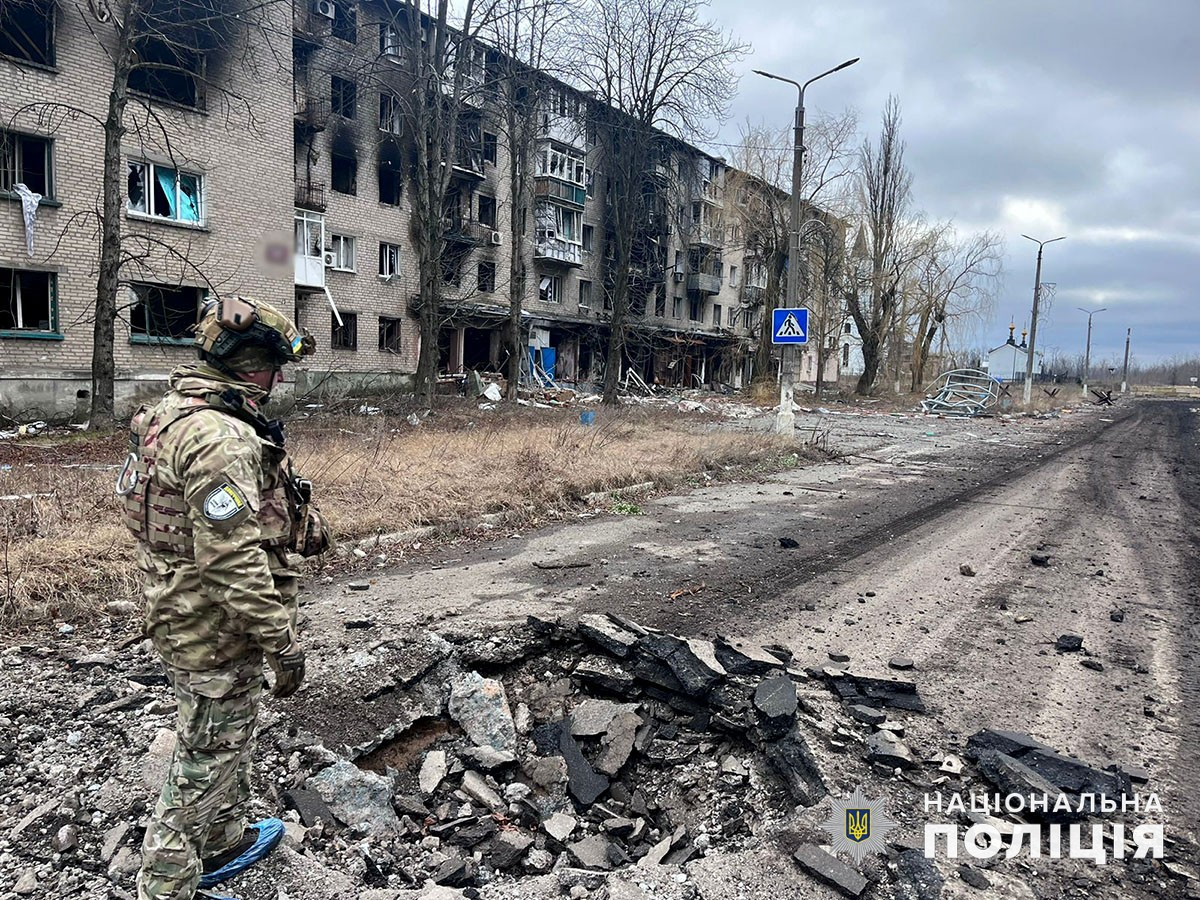
Batalha pela cidade em 2023

Em fevereiro de 2024, o porta-voz do Conselho de Segurança Nacional dos Estados Unidos, John Kirby advertiu publicamente que Avdiivka corria o risco de cair nas mãos das tropas russas: “Infelizmente, estamos recebendo relatos dos ucranianos de que a situação é crítica; os russos continuam pressionando as posições ucranianas diariamente”, disse Kirby, que convocou a Câmara dos Representantes a aprovar uma ajuda de 60 bilhões de dólares (298 bilhões de reais) para Kiev na expectativa de reverter este quadro. 
Em 17 de fevereiro de 2024, as Forças Armadas Russas hastearam a bandeira russa no centro de Avdeevka após a fuga das unidades militares ucranianas da cidade.  Apesar de estar em grande parte destruída, cerca de 900 civis ainda permanecem lá, segundo autoridades locais. A Rússia espera que sua tomada dificulte os bombardeios ucranianos sobre Donetsk. 